# راندي هاوسر
راندي هاوسر (بالإنجليزية: Randy Houser)‏ هو مغن مؤلف وموسيقي وكاتب أغاني ومغني أمريكي، ولد في 18 ديسمبر 1975 في ليك في الولايات المتحدة.

## وصلات خارجية
- راندي هاوسر على موقع IMDb (الإنجليزية)
- راندي هاوسر على موقع ميوزك برينز (الإنجليزية)
- راندي هاوسر على موقع أول ميوزيك (الإنجليزية)
- راندي هاوسر على موقع ديسكوغز (الإنجليزية)